# Rote Mühle (Schönheide)
Die Rote Mühle ist eine am Filzbach gelegene frühere Mühle in der im westlichsten Zipfel des sächsischen Erzgebirges gelegenen Gemeinde Schönheide (Erzgebirgskreis). Sie war bis Mitte des 20. Jahrhunderts ein von Schönheider Gemeindegebiet umgebener Teil von Schönheiderhammer.

## Geschichte

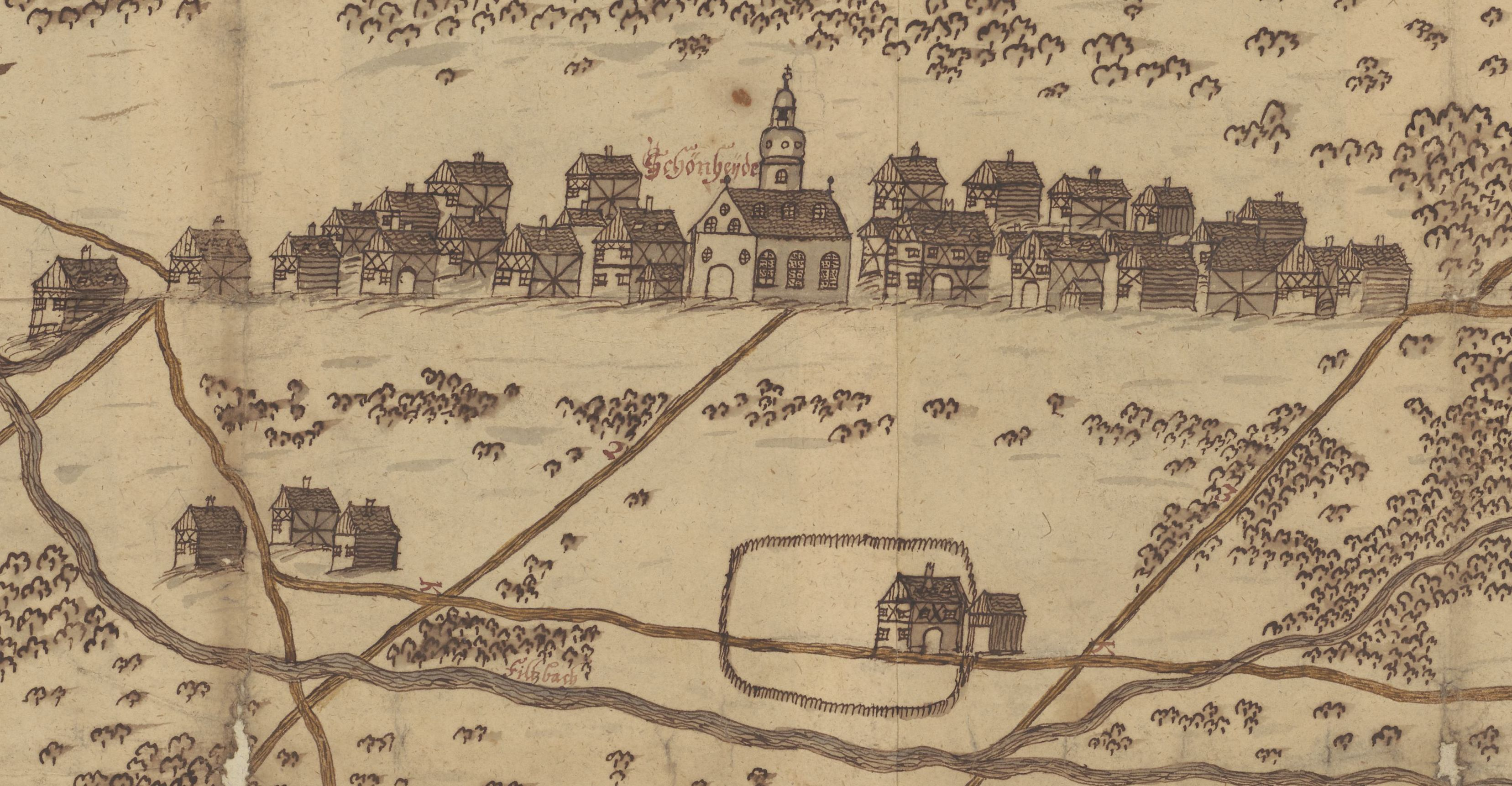
Landkarte um 1700: Die Rote Mühle ist von einem (Grenz) Zaun umgeben (vorn)

Schönheide plante Anfang des 18. Jahrhunderts, zwei Mahlmühlen zu bauen. Dies wollte der Besitzer des Eisenhammers von Schönheiderhammer, Christian Gottlieb Bussius, verhindern. Dieser war seit 1708 Besitzer des Hammerwerkes. Er legte gegen die Pläne Schönheides Widerspruch ein. Er ließ sich vom Kurfürsten aus dessen in Schönheide gelegenem Waldbesitz das Grundstück der Roten Mühle mit Wirkung vom 27. Juli 1725 erblich übertragen. Das Grundstück hatte einen „sandigen, mit Ameisenhügeln gleichsam überstreuten, moosig-sumpfigen, zum Holzwiederwachs unartigen Boden und war seither gar nicht zu benutzen gewesen.“ „Zur Abstellung aller Beschwerden“ baute Bussius eine Mahlmühle „auf dem zum Hammerwerk gehörenden Grund und Boden“. Der Autor Ernst Flath, der eine um 1910 erschienene Geschichte Schönheides verfasste, berichtet, dass die Rote Mühle zu den neuen Wirtschaftsgründungen gehöre, die im Laufe der Entwicklung Schönheides seit dem Beginn seiner Besiedlung 1537 und seiner förmlichen Gründung als Gemeinde 1549 zur Ergänzung der ursprünglich rein landwirtschaftlichen Bodennutzung entstanden seien.
Dass der Hammerherr von Schönheiderhammer die Mühle auf einem zum Hammerwerk gehörenden Boden errichtete, dürfte die Besonderheit der gemeindlichen Zugehörigkeit der Roten Mühle erklären: Obwohl ganz von Schönheider Gemeindegebiet umgeben und fast an Neuheide angrenzend, gehörte das Gelände der Roten Mühle zum Gemeindegebiet von Schönheiderhammer. In einer um 1700 entstandenen Landkarte wird die Rote Mühle als von einem (Grenz-)Zaun umgeben dargestellt.
Das 1862 erschienene Ortsverzeichnis des Königreiches Sachsen erwähnt die Rote Mühle bei der Beschreibung Schönheides, berichtet aber: „Die excl. rothe Mühle hält sich z. Gemeinde- und Heimathsbezirk Schönhaider Hammer“. Bei Schönheiderhammer stellt dieses Werk heraus: „m. d. rothen Mühle von Schönhaide.“ Auch das amtliche Statistikwerk für 1875 beschreibt die Zugehörigkeit zu Schönheiderhammer.
Der Gründung einer Zuchtbullengenossenschaft in Schönheide im Jahr 1888 folgte 1908, zwei Jahre nach Inkrafttreten des Viehzuchtgesetztes in Sachsen, die Vereinigung von Rinderhaltern der Orte Schönheide, Schönheiderhammer und Neuheide, die drei Bullen der Rasse Simmentaler Fleckvieh gemeinsam halten wollte. Eine der Bullenstationen war die Rote Mühle. Daneben gab es eine im Ortsteil Schädlichsberg und eine in Schönheides Ortsmitte. Zu dieser Zeit war Besitzer der Roten Mühle Gustav Möckel.
Schon lange vor dem Zusammenschluss von Schönheide, Schönheiderhammer und Neuheide zum 1. Juli 1948 war in den 1930er Jahren die Umgliederung der Roten Mühle nach Schönheide Gegenstand von Überlegungen zwischen den Gemeinden. Die gemeindliche Zuordnung findet sich in einer Reihe von Landkarten bis in das 20. Jahrhundert hinein dargestellt. Dass die Rote Mühle wegen ihrer gemeindlichen Zugehörigkeit zu Schönheiderhammer eine Besonderheit war, wird in der Darstellung mehrerer Landkarten deutlich. Während die Wassermühlen in Schönheide und Schönheiderhammer mit dem Symbol eines Wasserrades dargestellt sind, wird die Rote Mühle stets mit Namen eingetragen. Dies gilt sogar noch für Landkarten des ausgehenden 20. Jahrhunderts und des beginnenden 21. Jahrhunderts. Diese markieren die anderen ehemaligen Wassermühlen in Schönheide nicht mehr mit dem Wassermühlensymbol.

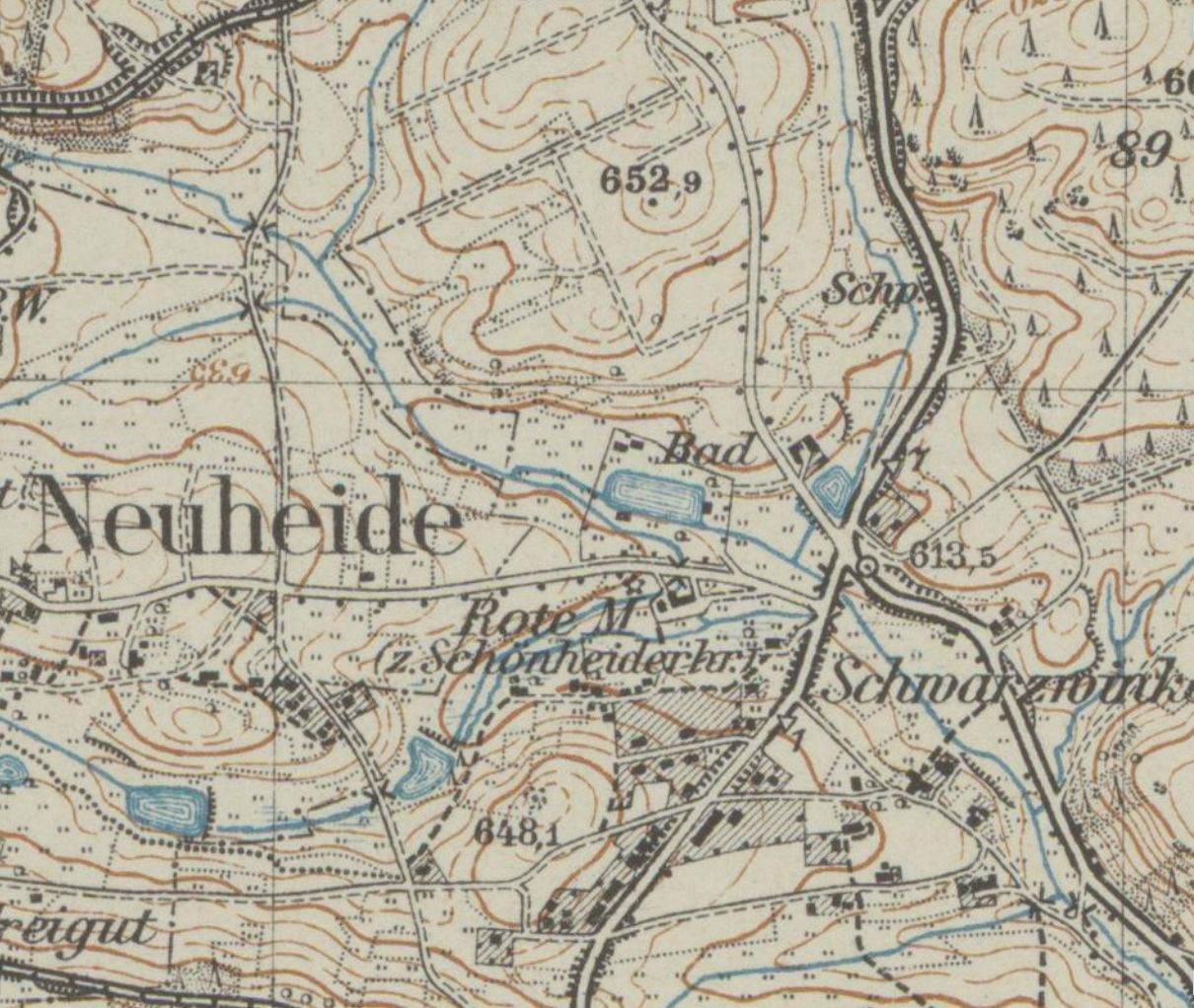
Gräben leiten Wasser aus Filzbach und Münzbach zur Roten Mühle

## Zulaufende Bäche

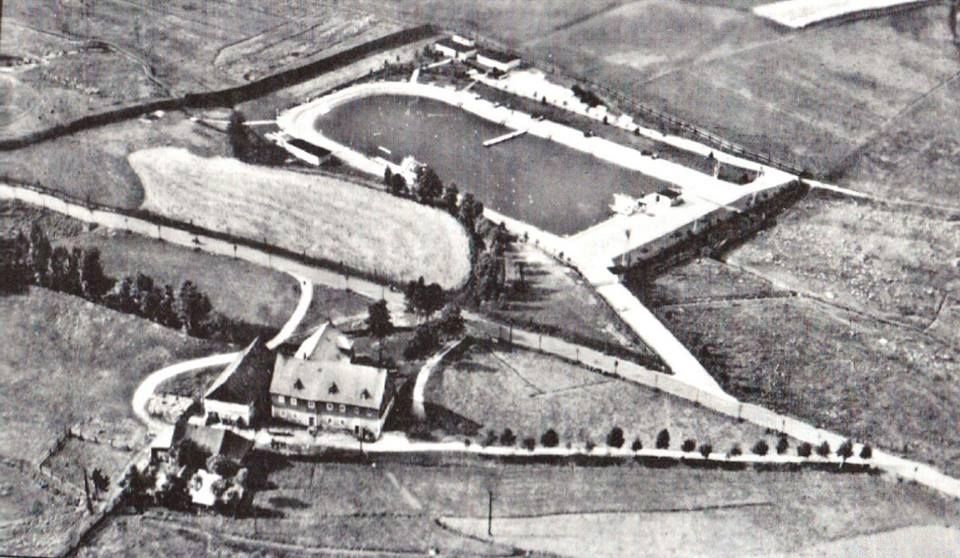
Zu- und ablaufende Bäche sind gut zu erkennen

Um die im Jahresverlauf wechselnden Wassermengen im Filzbach auszugleichen und einen regelmäßigen Mühlenbetrieb sicherzustellen, war der Filzbach oberhalb der Mühle auf Neuheider Gemeindegebiet gestaut. Dieser Stauteich hieß Mühlteich. Wann er angelegt wurde, ist nicht bekannt. Im Asterschen Meilenblatt von 1792 ist er schon eingetragen. Er besteht im 21. Jahrhundert noch, wenngleich er teilweise verlandet ist. Ein Stück unterhalb des Staudammes für den Teich wurde das Filzbachwasser – vermutlich ganz oder teilweise in Abhängigkeit vom Wasserstand – in einem Graben zur Mühle geleitet. Zusätzlich wurde das Wasser eines nördlich der Mühle fließenden Baches genutzt. In den Meilenblättern wird er „der Müntz Bach“ genannt, Gottfried Mayer verwendet die Bezeichnung „Marquardtsbach“. Um auch von diesem Bach das Wasser ableiten zu können, baute man einen Abzweig und einen Graben, durch den das Wasser zur Mühle geleitet wurde. Diese Abzweigung enthält schon das Meilenblatt von 1792. Im Messtischblatt von 1942 sind die zur Mühle führenden Gräben dargestellt. Der Graben vom Münzbach wurde unter der Straße nach Neuheide hindurch geführt. Diese Landkarte zeigt auch den Mühlwasserablauf zum Filzbach.

## Mühlentechnik
Für den Mühlenbetrieb leitete man das Wasser des Filzbaches über ein oberschlächtiges Wasserrad von 480 Zentimeter Durchmesser und einer Breite von knapp 50 Zentimeter. Dadurch wurden Holzzahnräder für das Getreidemahlwerk und ein Lederriemensystem angetrieben. Die Mühle hatte bei vollem Betrieb einen Bedarf von etwa 150 Liter pro Sekunde. Dies wurde bei niedrigem Wasserstand im Filzbach durch gezieltes Ablassen des Mühlteiches sichergestellt. 1924 wurde das Wasserrad durch eine Francis-Turbine ersetzt. Sie hatte eine Leistung von 8,8 Kilowatt und benötigte zum Erreichen der vollen Leistung 240 Liter pro Sekunde. Zusätzlich zum Mahlwerk für das Getreide trieb sie eine Dreschmaschine und eine Häckselmaschine an, mit der Viehfutter gehäckselt wurde. In der Zeit von 1925 bis 1936 wurde die Turbine auch zum Antrieb von Holzbearbeitungsmaschinen genutzt, um Bürstenhölzer herzustellen. Der Ersatz der Turbine aus dem Jahr 1924 wurde 1954 geprüft. Nach Verhandlungen mit der Maschinenfabrik „Germania“ in Chemnitz entschied der Eigentümer Fritz Georgie angesichts der hohen Kosten und der inzwischen in Schönheide im Rahmen der Kollektivierung der Landwirtschaft schon 1953 gebildeten LPG, von einer Erneuerung des Antriebs abzusehen.

## Nachnutzung der Baulichkeiten
Mühlenräume und Stallungen baute der Eigentümer ab 1975 zu Wohnungen um. An der Ostseite des Hauptgebäudes wurde eine Doppelgarage angebaut. Die Dächer wurden Ende der 1980er Jahre saniert, das Erdgeschoss 1993, danach folgte der Innenausbau des ersten Geschosses. Beim sächsischen Landeswettbewerb „Landwirtschaftliches Bauen, Erhalten, Pflegen, Gestalten“ wurde das Objekt 1996 ausgezeichnet. Der Mühlengraben und die Bauten außerhalb des Hauses wurden um 2010 entfernt.